# Liste des établissements d'enseignement collégial du Québec
Pour un article plus général, voir Enseignement collégial au Québec.
La liste des établissements d'enseignement collégial du Québec présente les établissements d'enseignement collégial publics (cégep), privés et affiliés situés dans les différentes régions du Québec. La liste comprend également les établissements affiliés, les différents campus et les centres collégiaux de transfert de technologie, ceux-ci sont identifiés au moyen d'un astérisque (*).

## Collèges d'enseignement général et professionnel[1]

### Bas-Saint-Laurent
- Cégep de Matane (Matane)
- Cégep de Rimouski (Rimouski)
  - Centre matapédien d'études collégiales (Amqui)
    - SEREX* (Amqui) : CCTT spécialisé dans le domaine de la transformation des produits forestiers à valeur ajoutée

  - Institut maritime du Québec (Rimouski)
    - Centre de recherche appliquée en technologie maritime * (Rimouski)
    - Centre de formation aux mesures d'urgences (St-Romuald)
- Cégep de Rivière-du-Loup (Rivière-du-Loup)
  - Centre d'études collégiales de Témiscouata (Témiscouata-sur-le-Lac) (avec la collaboration du Cégep de La Pocatière)
- Cégep de La Pocatière (La Pocatière)
  - Centre d'études collégiales de Montmagny (Montmagny)
  - Centre de photonique de Québec inc.* (La Pocatière)
  - Centre spécialisé de technologie physique du Québec inc.* (La Pocatière)

### Saguenay—Lac-Saint-Jean
- Collège d'Alma (Alma)
  - Centre de recherche et de développement en agriculture du Saguenay-Lac-Saint-Jean* (Alma)
- Cégep de Chicoutimi (Saguenay)
  - Centre géomatique du Québec inc.* (Saguenay)
  - Centre québécois de formation aéronautique (Saint-Honoré)
- Cégep de Jonquière (Saguenay)
  - Centre d'études collégiales en Charlevoix (La Malbaie)
  - Centre de production automatisée* (Saguenay)
  - École supérieure en Art et technologie des médias (ATM)  (Saguenay)
- Cégep de Saint-Félicien (Saint-Félicien)
  - Centre anglophone de Saint-Félicien (Saint-Félicien)
  - Centre d'études collégiales à Chibougamau (Chibougamau)

### Capitale-Nationale
- Cégep Garneau (Québec)
- Cégep de Sainte-Foy (Québec)
  - Centre d'enseignement et de recherche en foresterie inc. (CERFO) (Québec)
- Cégep Limoilou (Québec)
  - Campus de Charlesbourg (Québec)
  - Campus de Limoilou (Québec)
  - Campus de la Maison des métiers d'art (Québec)
- Collège régional Champlain St. Lawrence (Québec) - cégep anglophone

### Mauricie
- Cégep de Trois-Rivières (Trois-Rivières)
  - Centre intégré de fonderie et de métallurgie* (Trois-Rivières)
  - Centre spécialisé en pâtes et papiers* (Trois-Rivières)
- Cégep de Shawinigan (Shawinigan)
  - Centre d'études collégiales de La Tuque* (La Tuque)
  - Centre national en électrochimie et en technologie environnementales inc.* (Shawinigan)

### Estrie
- Cégep de Granby (Granby)
  - École nationale de la chanson* (Granby)
- Cégep de Sherbrooke (Sherbrooke)
  - Centre microtech du collège de Sherbrooke* (Sherbrooke)
- Collège régional Champlain - Campus de Lennoxville - cégep anglophone

### Montréal
- Collège Ahuntsic (Montréal)
  - Institut des communications graphiques du Québec* (Montréal)
- Cégep André-Laurendeau (Montréal)
- Collège de Bois-de-Boulogne (Montréal)
- Collège de Maisonneuve (Montréal)
  - Centre d'études des procédés chimiques du Québec (CEPROCQ)* (Montréal)
- Collège de Rosemont (Montréal)
  - Cégep@distance (Montréal)
  - Centre d'étude en responsabilité sociale et écocitoyenneté (CÉRSÉ)* (Montréal)
- Cégep de Saint-Laurent (Montréal)
- Cégep du Vieux Montréal (Montréal)
  - Institut des métiers d'art (IMA) (Montréal)
- Cégep Marie-Victorin (Montréal)
  - Cégep Marie-Victorin (section anglophone) (Montréal)
  - École de Mode
  - Clinique-École de physiothérapie
- Cégep Gérald-Godin (Montréal)
- John Abbott College (Sainte-Anne-de-Bellevue)
- Dawson College (Montréal) - Cégep anglophone
- Vanier College (Montréal) - Cégep anglophone

### Outaouais
- Cégep de l'Outaouais (Gatineau)
  - Campus Félix-Leclerc (Gatineau)
  - Campus Gabrielle-Roy (Gatineau, secteur Hull)
  - Campus Louis-Reboul (Gatineau, secteur Hull)
  - Centre d'études collégiales de la Vallée-de-la-Gatineau (Maniwaki)
- Heritage College (Gatineau)

### Abitibi-Témiscamingue
- Cégep de l'Abitibi-Témiscamingue (Rouyn-Noranda)
  - Campus d'Amos (Amos)
  - Campus de Val-d'Or (Val-d'Or)
  - Campus de La Sarre (La Sarre)
  - Institution Kiuna (Odanak)

### Côte-Nord
- Cégep de Baie-Comeau (Baie-Comeau)
  - CEDFOB* : Centre d'expérimentation et de développement en forêt boréale (Baie-Comeau)
- Cégep de Sept-Îles (Sept-Îles)
  - Section anglophone (Sept-Îles)

### Gaspésie–Îles-de-la-Madeleine
- Cégep de la Gaspésie et des Îles (Gaspé)
  - Centre d'études collégiales de Gaspé (section francophone) (Gaspé)
  - Centre d'études collégiales de Carleton (Carleton-sur-Mer)
  - Centre d'études collégiales des Îles-de-la-Madeleine (Îles de la Madeleine)
  - Centre spécialisé des pêches* (Grande-Rivière)
  - Centre d'études collégiales de Gaspé (section anglophone) (Gaspé)

### Chaudière-Appalaches
- Cégep de Lévis (Lévis)
  - Centre collégial de transfert de technologie en biotechnologie TRANSBIOTECH* (Lévis)
  - Centre de robotique industrielle inc.* (Lévis)
- Cégep Beauce-Appalaches (Saint-Georges)
  - Centre d'études collégiales de Lac-Mégantic (Lac-Mégantic)
  - Centre d’études collégiales de Sainte-Marie (Sainte-Marie)
- Cégep de Thetford (Thetford Mines)
  - Campus collégial de Lotbinière (Saint-Agapit)
  - Centre collégial de transfert de technologie en oléochimie industrielle (OLEOTEK)* (Thetford Mines)
  - Centre de technologie minérale et de plasturgie inc.* (Thetford Mines)

### Laval
- Collège Montmorency (Laval)

### Lanaudière
- Cégep régional de Lanaudière
  - à Joliette (Joliette)
  - à L'Assomption (L'Assomption)
  - à Terrebonne (Terrebonne)

### Laurentides
- Collège Lionel-Groulx (Sainte-Thérèse)
  - Centre d'innovation en microélectronique du Québec (CIMEQ) inc.* (Sainte-Thérèse)
- Cégep de Saint-Jérôme (Saint-Jérôme)
  - Centre collégial de Mont-Laurier (Mont-Laurier)
  - Centre collégial de Mont-Tremblant (Mont-Tremblant)
  - Centre de développement des composites du Québec* (Saint-Jérôme)
  - Institut de transport avancé du Québec* (Saint-Jérôme)

### Montérégie
- Collège régional Champlain de Saint-Lambert
- Cégep Édouard-Montpetit (Longueuil)
  - Centre technologique en aérospatiale* (Longueuil)
  - École nationale d'aérotechnique (Longueuil)

- Cégep de Saint-Hyacinthe (Saint-Hyacinthe)
  - Centre d'innovation technologique agro-alimentaire* (Saint-Hyacinthe)
  - Groupe CTT - Centre des technologies textiles inc.* (Saint-Hyacinthe)
- Cégep Saint-Jean-sur-Richelieu (Saint-Jean-sur-Richelieu)
- Cégep de Sorel-Tracy (Sorel-Tracy)
  - Centre de transfert technologique en écologie industrielle* (Sorel-Tracy)
- Cégep de Valleyfield (Salaberry-de-Valleyfield)

### Centre-du-Québec
- Cégep de Drummondville (Drummondville)
  - MUSILAB inc.* (Drummondville)
- Collège Ellis (Drummondville)
- Cégep de Victoriaville (Victoriaville)
  - École nationale du meuble et de l'ébénisterie (Victoriaville)
  - École nationale du meuble et de l'ébénisterie (Campus Montréal)
  - EQMBO ENTREPRISES. Centre d'aide technique et technologique en meuble et bois ouvré* (Victoriaville)

## Collèges privés

### Subventionnés[2]

#### Capitale-Nationale
- Collège Bart (Québec)
- Collège Mérici (Québec)
- Collège O'Sullivan de Québec (Québec)
- Campus Notre-Dame-de-Foy (Saint-Augustin-de-Desmaures)

#### Mauricie
- Collège Laflèche (Trois-Rivières)
- Collège Ellis - Campus de Trois-Rivières

#### Estrie
- Séminaire de Sherbrooke collégial (Sherbrooke)

#### Montréal
- Collège André-Grasset (Montréal)
- Collège Centennial (Montréal)
- Collège international des Marcellines (Westmount)
- Collège Jean-de-Brébeuf (Montréal)
- Collège LaSalle (Montréal)
- Collège Marianopolis (Montréal)
- Collège O'Sullivan de Montréal  (Montréal)
- Collège TAV (en) (Montréal)
- Collège Universel - Campus de Montréal
- Collège international Sainte-Anne (Montréal)
- Conservatoire Lassalle (Montréal) - fermé depuis 2016
- École de musique Vincent-d'Indy (Outremont)
- École de sténographie judiciaire (Montréal)
- École nationale de cirque (Montréal)
- Institut Teccart (Montréal)

#### Outaouais
- Collège universel - Campus Gatineau

### Non-subventionnés[3]

#### Saguenay—Lac-Saint-Jean
- Collège Multihexa Saguenay (Saguenay)
- Cargair - Académie de l'air - Campus de Chicoutimi (Saint-Honoré)

#### Capitale-Nationale
- Collège CDI (Québec)
- Collège radio télévision de Québec (CRTQ) (Québec)
- Collège Avalon - Campus de Québec

#### Mauricie
- Cargair - Académie de l'air - Campus de Trois-Rivières

#### Estrie
- CDE Collège (Sherbrooke)

#### Montréal
- Collège de photographie Marsan (Montréal)
- Collège des technologies de l'information de Montréal
- Collège Canada (Montréal)
- École nationale de l'humour (Montréal)
- Collège Avalon - Campus de Montréal
- Campus d'effets visuels - Lost Boys Studios - Montréal
- Collège April-Fortier - École du voyage
- Collège Cumberland - Marketing numérique
- Collège de l'aéronautique
- Collège C.E.I.
- Matrix collège
- Collège de l'avenir de Rosemont
- Collège de l'immobilier du Québec - Campus de l'île-des-sœurs

#### Laval
- Collège de l'immobilier du Québec - Campus de Laval

#### Laurentides
- Cargair - Académie de l'air - Campus de Mirabel

#### Montérégie
- Collège Air Richelieu (Longueuil)
- Cargair - Académie de l'air - (Campus de Longueuil)
- Centre de formation collégiale en techniques équines du Québec (Chambly)
- Collège de l'immobilier du Québec - Campus de la Rive-Sud

#### Outaouais
- Collège Select Aviation (Gatineau)

## Établissements affiliés

### Conservatoires
- Conservatoire de musique et d'art dramatique du Québec - Établissement relevant du ministère de la Culture et des Communications : 
  - Conservatoire de musique de Gatineau (Hull)
  - Conservatoire de musique de Montréal (Montréal)
  - Conservatoire de musique de Québec (Québec)
  - Conservatoire de musique de Rimouski (Rimouski)
  - Conservatoire de musique de Saguenay (Saguenay)
  - Conservatoire de musique de Trois-Rivières (Trois-Rivières)
  - Conservatoire de musique de Val-d'Or (Val-d'Or)

### Instituts
- Institut de technologie agroalimentaire du Québec
  - Institut de technologie agroalimentaire du Québec, campus de La Pocatière (La Pocatière)
  - Institut de technologie agroalimentaire du Québec, campus de Saint-Hyacinthe (Saint-Hyacinthe)
- Institut de tourisme et d'hôtellerie du Québec (Montréal) -  Établissement relevant du ministère de l'Enseignement supérieur[4]

### Autres
- Campus Macdonald - Établissement relevant de l'Université McGill